# Biểu tình Thổ Nhĩ Kỳ 2013
Cuộc biểu tình đã được tổ chức tại Thổ Nhĩ Kỳ từ ngày 28 tháng 5 năm 2013, được một số hãng truyền thông phương Tây gọi là Mùa Xuân Thổ Nhĩ Kỳ. Các cuộc biểu tình Istanbul ban đầu được khoảng 50 nhà môi trường chỉ huy chống lại việc chính phủ dự định phá bỏ công viên Taksim Gezi và xây dựng lại Doanh trại quân đội lịch sử Taksim (bị phá hủy vào năm 1940), với khả năng xây dựng ở và một trung tâm mua sắm.. Những người biểu tình đã chiếm giữ công viên này trong 4 ngày nhằm phản đối chính phủ phá bỏ công viên và xây dựng nâng cấp Quảng trường Taksim. Sau đó tòa án tại Istanbul đã ra lệnh tạm dừng việc đốn hạ cây trong viên. Những người phản đối cho rằng công viên Gezi là một trong số ít những khu vực cây xanh còn lại của thành phố cần được bảo vệ. 
Các cuộc biểu tình đã chuyển sang bạo động khi một nhóm chiếm công viên đã bị cảnh sát tấn công bằng hơi cay và vòi rồng. Đối tượng của các cuộc biểu tình kể từ đó mở rộng vượt ra ngoài chủ đề thay thế công viên Taksim Gezi, phát triển thành cuộc biểu tình chống chính phủ quy mô rộng lớn hơn. Các cuộc biểu tình cũng đã lan ra các thành phố khác ở Thổ Nhĩ Kỳ, và các cuộc biểu tình cũng diễn ra ở các nước khác với các cộng đồng Thổ Nhĩ Kỳ khá lớn. Thủ tướng Recep Tayyip Erdoğan đã có một số bài phát biểu được những người biểu tình nhìn nhận là kích động và thô bạo, và ngày 3 tháng 6 ông đã rời đất nước để đi theo một tour du lịch ngoại giao 3 ngày theo kế hoạch của các nước Bắc Phi, một động thái đã bị chỉ trích như vô trách nhiệm bằng cách chống lại các nhà lãnh đạo chính trị. Ngày 3 tháng 6, nghiệp đoàn công bố cuộc đình công cho 4 và 5 tháng 6.
Những người biểu tình đã xuống quảng trường Taksim ở Istanbul và đường phố tại Ankara cũng như Bursa, Antalya, Eskişehir, İzmir, Edirne, Mersin, Adana, İzmit, Konya, Kayseri, Samsun, Antakya, Trabzon, Rize (tỉnh lỵ quê hương của Erdoğan), Isparta, Tekirdağ, Bodrum, và Mardin. Some of the protesters have styled themselves as #OccupyGezi.
Người ta ghi nhận phạm vi thành phần của những người biểu tình rộng rãi, bao gồm cả các cá nhân từ hai phe cánh tả và cánh hữu cũng như người Thổ Nhĩ Kỳ, người Kurd, người Armenia, người Hy Lạp và người Do Thái. Các mối bất bình của những người biểu tình bao gồm từ những mối quan tâm ban đầu của môi trường địa phương các vấn đề như chủ nghĩa độc đoán của Thủ tướng Recep Tayyip Erdoğan, curbs on alcohol, a recent row about kissing in public, và nội chiến Syria. Thị trưởng Istanbul Kadir Topbaş nói. rằng chiến dịch môi trường đã được chế tác bởi "chương trình nghị sự chính trị". Theo các hãng tin khác nhau, các vụ đụng độ là một trong những sự kiện đầy thách thức nhất đối với 10 năm cầm quyền của Thủ tướng Recep Tayyip Erdogan.
Vào ngày 31 tháng năm 2013, cảnh sát đàn áp người biểu tình bằng hơi cay, bắt giữ ít nhất 60 người và hàng trăm người bị thương. Các hành động cảnh sát nhận được sự chú ý rộng trên mạng internet. Những người biểu tình tổ chức và tập hợp trên Đại lộ Istiklal, vươn tới hàng nghìn vào đêm 31 tháng 5. Theo các nguồn tin chính phủ, hơn 1700 người đã bị bắt giam, với hơn 200 cuộc biểu tình ở 67 tỉnh, bao gồm Istanbul, Ankara, İzmir, Antalya, Konya, Eskişehir and many others.